# Francesc Serramalera i Abadal
Francesc Serramalera i Abadal   (Manresa, 28 de juliol de 1875 - Barcelona, 17 de desembre de 1939), conegut com a Paco Abadal, fou un ciclista i empresari de l'automoció català. Enginyer industrial de formació, fou també un pioner del motociclisme i l'automobilisme a Catalunya.

## Biografia
Fill de Narcís Serramalera i de Dolors Abadal, es traslladà de Manresa a Barcelona de ben petit amb la seva família. De jove destacà en la pràctica del ciclisme i n'esdevingué corredor professional, arribant a ser-ne campió de Catalunya de velocitat i llarga distància (1894) i subcampió d'Espanya de velocitat (1904). També fou un motorista i pilot d'automòbils experimentat.
Gràcies a la seva reeixida carrera com a ciclista, obtingué una petita fortuna que va invertir el 1902 en l'obertura d'un taller de reparació i venda de bicicletes, motocicletes i automòbils, l'Auto-Garage Central, amb seu al carrer del Consell de Cent de Barcelona. Més tard es va traslladar al carrer d'Aragó i l'anà ampliant amb altres locals propers (al carrer de Sepúlveda, la plaça de Letamendi i l'avinguda de Sarrià). Per tal de donar difusió al seu negoci n'encarregà un cartell al pintor modernista Ramon Casas. Simultàniament, Abadal fundà la primera autoescola de Barcelona. També començà a competir en curses de cotxes amb un Hispano-Suiza, empresa de la qual regentà una de les primeres concessions i per a la qual es dedicà també a la construcció de carrosseries. Director comercial de la marca, que promogué activament, en vengué alguns vehicles al rei Alfons XIII, amb qui tingué una estreta relació arran de l'interès mutu pels esports de motor.
El 1912 es casà amb Mercè Duran, filla del ric industrial Joaquim Duran i Albert, i el matrimoni fou una de les primeres famílies a llogar un pis a la Casa Milà, tot just acabada de construir.

### Abadal i Cia
Aquell mateix any, creà la marca d'automòbils Abadal i Cia després d'arribar a un acord amb l'empresa belga Societé des Automobiles Imperia, que ja representava des del 1906, pel qual aquesta empresa subministrava els motors i els xassissos dels vehicles als quals Abadal posava la carrosseria. El 1913 presentà al Saló de l'Automòbil de París el model Tipo 45 i rescindí el contracte amb la Hispano-Suiza.

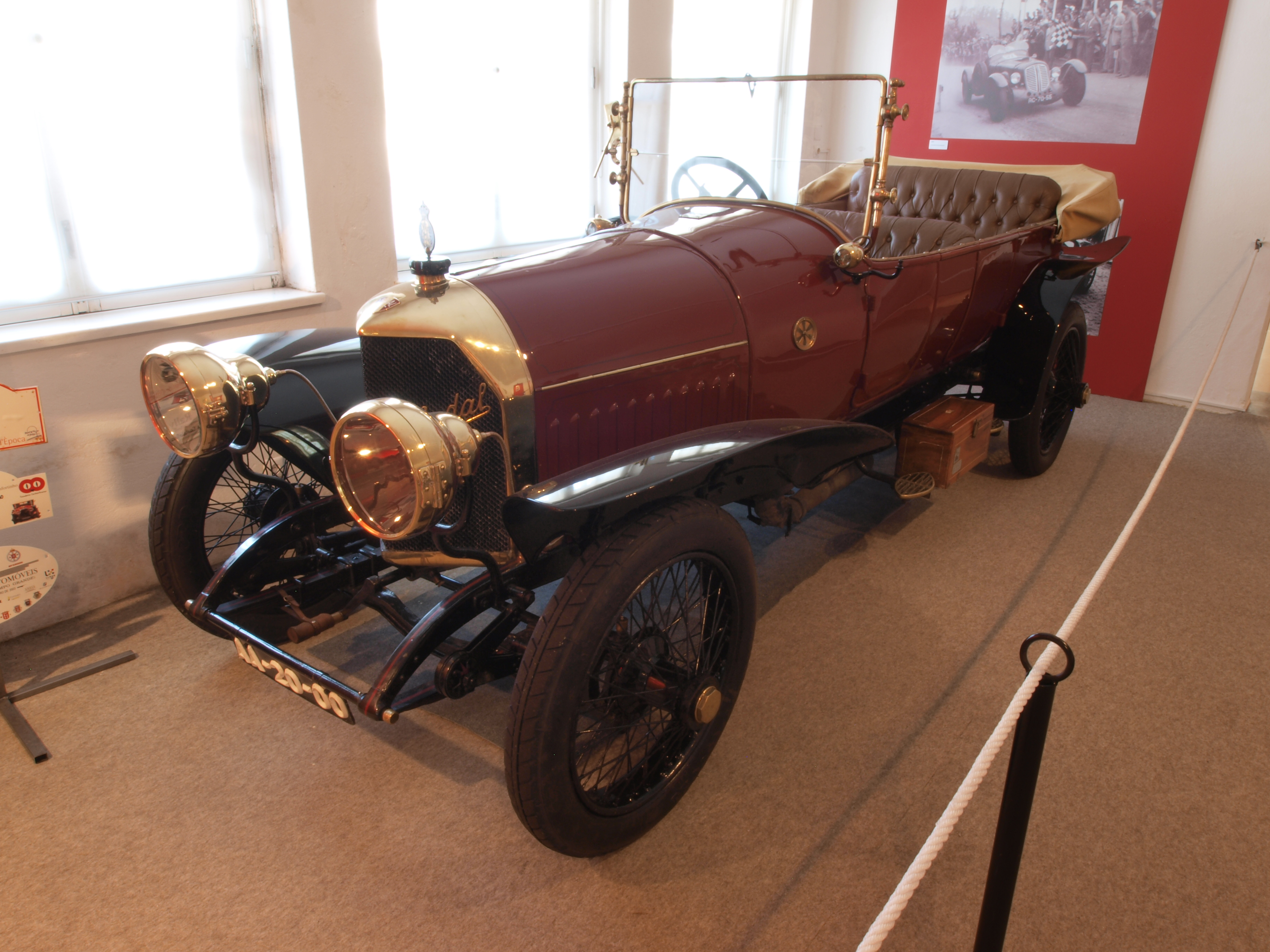
Un cotxe Abadal dels volts de 1914

L'esclat de la Primera Guerra Mundial interrompé el subministrament de motors Imperia i, per tant, de la producció de vehicles Abadal. El 1916, Paco Abadal es convertí en representant de Buick a l'estat espanyol i nasqué la firma Abadal-Buick, amb un sistema de construcció de carrosseries sobre els xassissos i els motors similar al d'Imperia. L'empresa Abadal-Buick desaparegué el 1923.
El 1930 intentà de nou crear una marca pròpia sobre el xassís de la marca americana Hupmobile, de la qual n'era el representant, però la manca de comandes en provocà el tancament el mateix any.

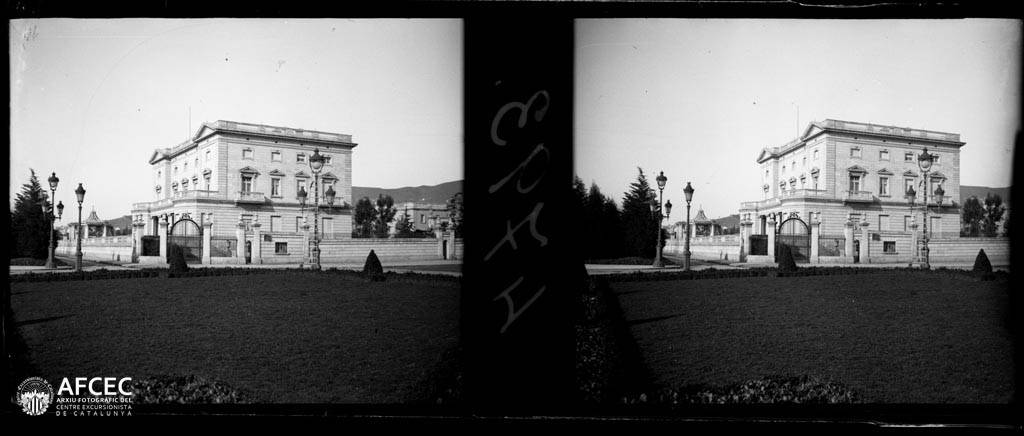
El palau Abadal, promogut per Francesc Abadal i el seu sogre Joaquim Duran el 1930 a la Diagonal

### Els darrers anys
En esclatar la Guerra Civil espanyola, Abadal s'exilià amb la seva família a Itàlia. Retornat a Barcelona a mitjan 1939, morí a finals d'aquell mateix any.